# Oryzias marmoratus
Oryzias marmoratus är en fiskart som först beskrevs av Aurich, 1935.  Oryzias marmoratus ingår i släktet Oryzias och familjen Adrianichthyidae. IUCN kategoriserar arten globalt som sårbar. Inga underarter finns listade i Catalogue of Life.